# Barisal (prowincja)
Barisal (bengal. বরিশাল বিভাগ) – jedna z 7 prowincji Bangladeszu. Znajduje się na południu kraju. Stolicą prowincji jest miasto Barisal.